# Carmen del Paraná
Carmen del Paraná es un distrito paraguayo del departamento de Itapúa, situado en la región sur y a unos 330 km de Asunción, capital del país, y a 35 km de Encarnación, capital departamental. Fue fundada el 24 de abril de 1843 por decreto de Don Carlos Antonio López y Mariano Roque Alonso. Los pobladores se dedican principalmente a la agricultura y a la ganadería, con extensas plantaciones de arroz, soja y trigo.
Es considerada «Capital del Arroz» por asentarse en el lugar tres de los mayores molinos procesadores de dicho cereal en el país, y «Cuna de la Independencia del Paraguay» por los acontecimientos históricos del 9 de marzo de 1811 (Batalla de Tacuarí) que dieron el paso definitivo hacia la gesta independentista del 14 y 15 de mayo de 1811.

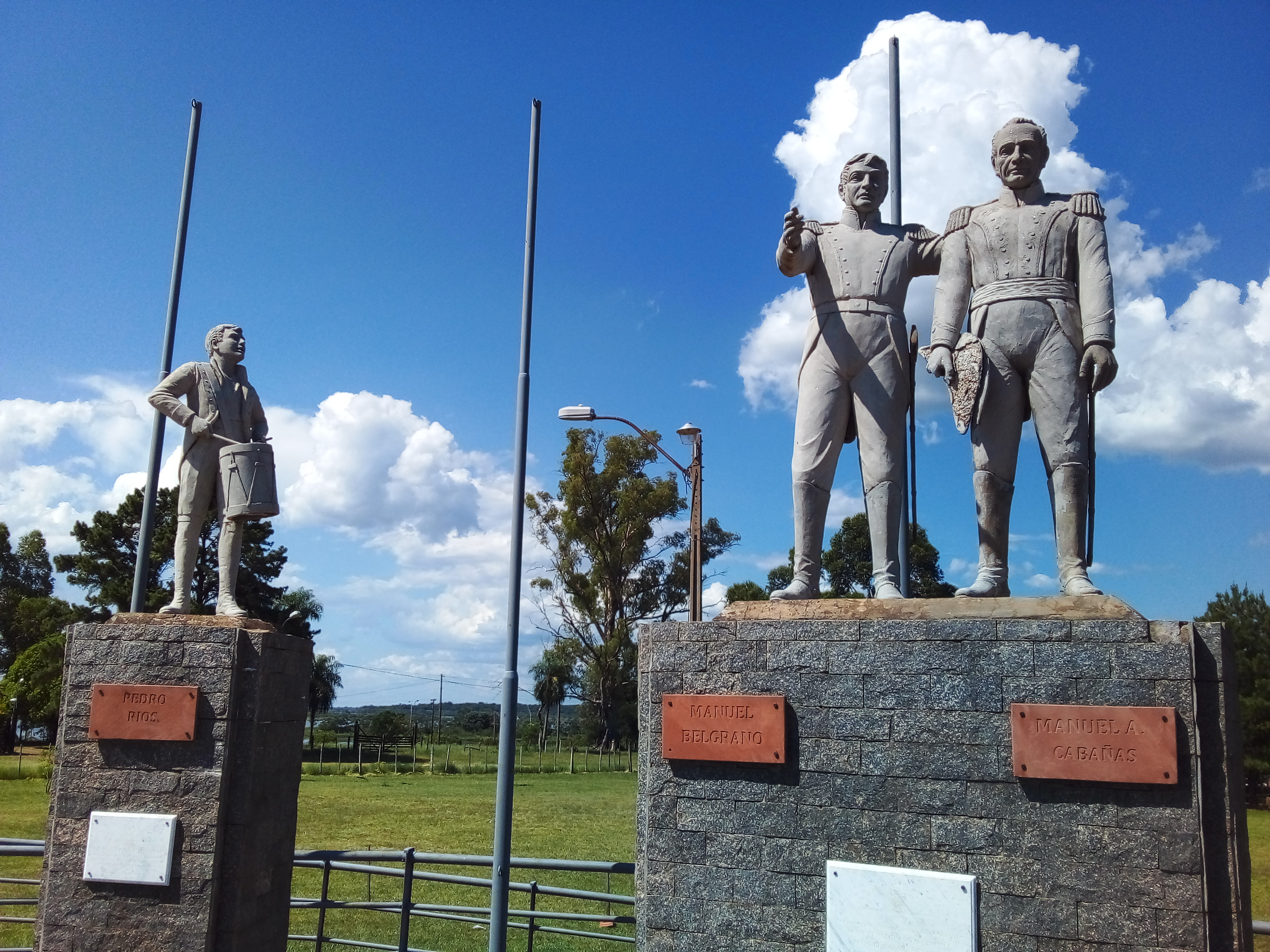
Parque Municipal "Batalla de Tacuary" (Carmen del Paraná).

## Historia
En este lugar, el 9 de marzo de 1811 se libró la batalla de Tacuarí, a orillas del río Tacuarí (en el sitio actualmente llamado Playa Tacuarí). En ese lugar está enterrado el niño correntino Pedro Ríos, el Tambor de Tacuarí (de 12 años), que falleció en el lugar.
Carmen del Paraná se formó en 1843, durante el gobierno de Don Carlos Antonio López. Un informe oficial existente en el Archivo Nacional de Asunción señala, al año siguiente, que «con los naturales exentos de la comunidad de Itapúa (Encarnación), mandó el Gobierno formar un nuevo pueblo titulado Carmen del Paraná, sobre la costa del Paraná». En el lugar existía un oratorio que necesitaba reparaciones y que sin duda motivó la elección del paraje.

En 1857 se estaba construyendo la iglesia, en el interior del templo actual se pueden ver algunas imágenes sacras de procedencia jesuítica, que los indios habían traído desde la reducción de Itapúa (actual ciudad de Encarnación): Niño Salvador del Mundo, Tupã ra’y (Niño de la Victoria) y una Virgen arrodillada.

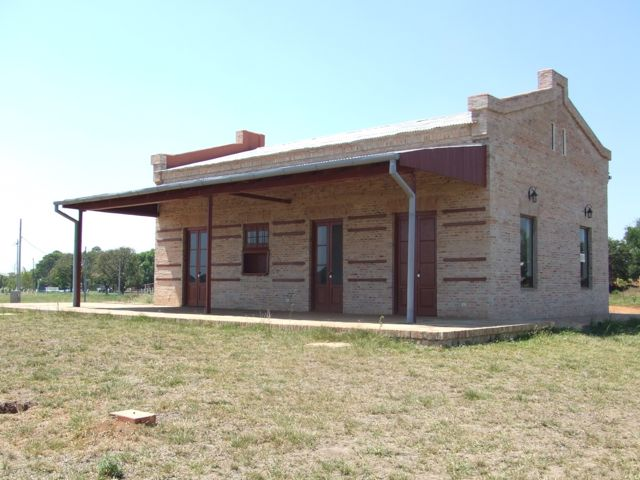
Estación de tren de Carmen del Paraná, remodelada y convertida en museo.

Luego de la suba del embalse de la Represa de Yacyretá, Carmen del Paraná cambió radicalmente de aspecto debido a las grandes obras de infraestructura encaradas en el sitio por dicho ente estatal, La Avenida Costanera «Cuna de la Independencia» equipada con 3 Playas para la temporada estival, el «Complejo Habitacional Yacyretá», la «Red de Agua Potable y Alcantarillado Sanitario», el «Parque Municipal Batalla de Tacuary» y muchas otras obras, hicieron que el rostro y la infraestructura de la ciudad cambiara por completo.

## Geografía
Es una zona de gran declive que empieza en la ribera del Río Paraná, asciende hasta unos 80 m s. n. m. y va ascendiendo hacia el norte. En la región baja se encuentran Carmen del Paraná, Encarnación, Cambyretá y Coronel Bogado. La principal vía hidrográfica representa el río Paraná y sus afluentes, como el río Tacuary y el arroyo Caraguatá entre otros.
El distrito cuenta con 300 km², con una población de 6.957, y una densidad de población de 23,19 hab/km². Limita al norte con General Artigas y Fram; al sur con el río Paraná que lo separa de la República Argentina; al este con San Juan del Paraná y Encarnación; y al oeste con Coronel Bogado.

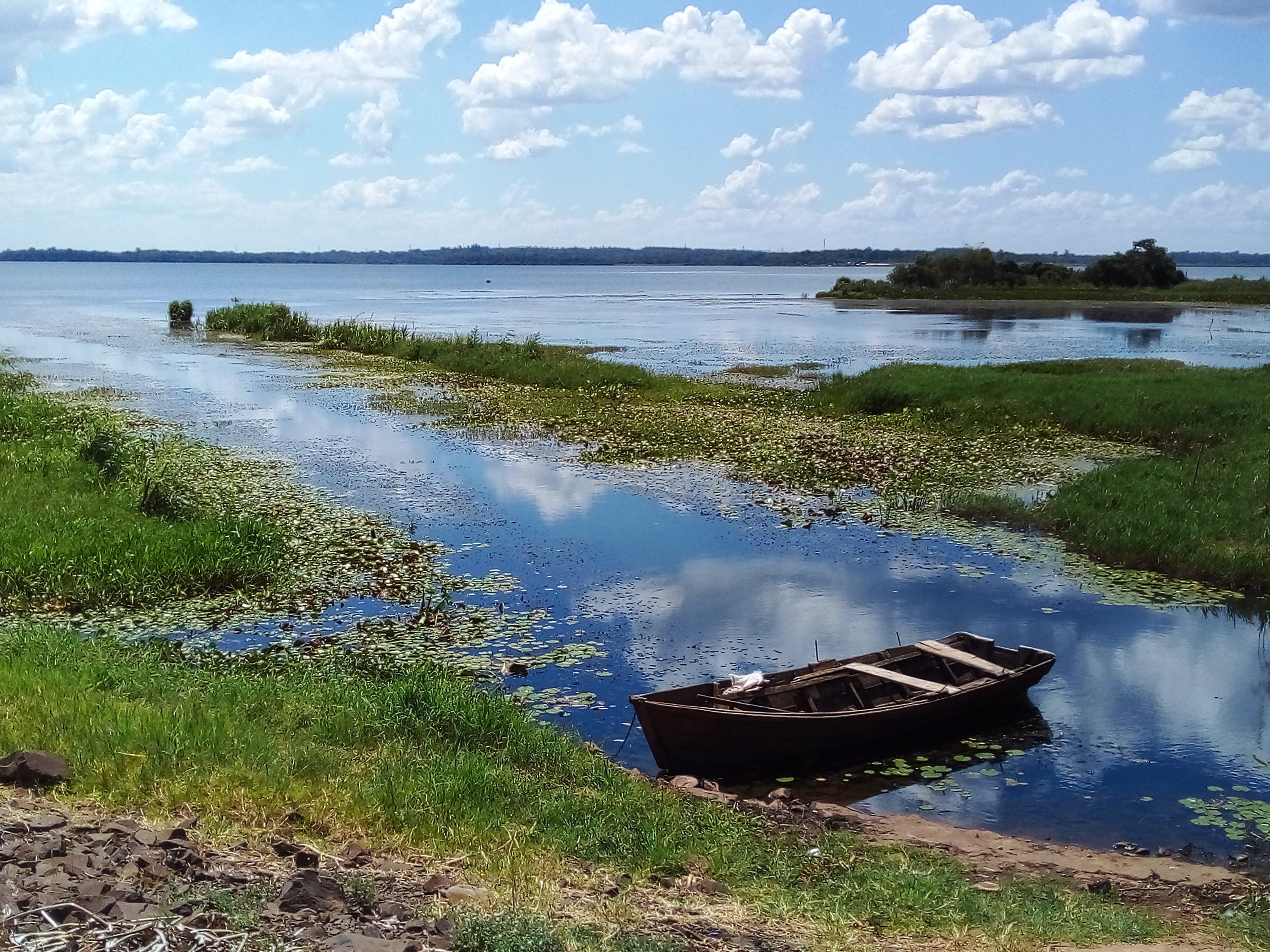
Arroyo Tacuary, a su paso por Carmen del Paraná.

## Clima

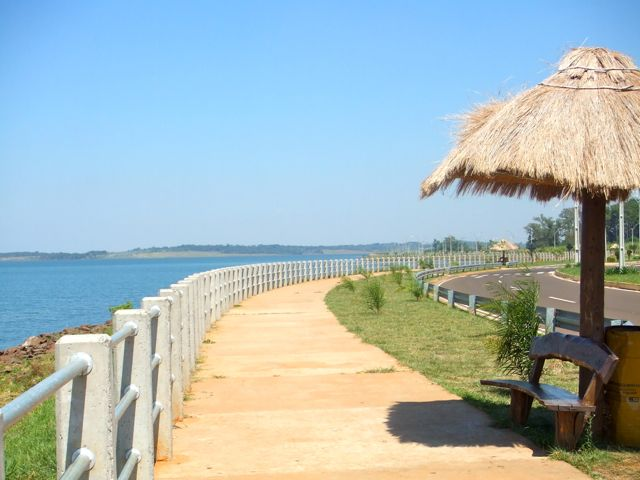
Costanera de Carmen del Paraná.

Esta zona es la más «fría» del país, debido a su posición en el extremo austral, y a la ausencia de elevaciones que pongan freno al viento sur, y al gran porcentaje de humedad que presenta. Su temperatura media no alcanza a 21 °C y las mínimas pueden llegar a 4 °C bajo cero en las zonas ribereñas al Paraná. En verano sólo excepcionalmente llega a 39 °C. El promedio de lluvias es de 1700 mm anuales, siendo octubre el mes más lluvioso.

## Salud
La salud pública se maneja de manera descentralizada desde el 2004, con la firma del Acuerdo de Descentralización firmado entre el Ministerio de Salud Pública, y el Consejo Local de Salud. Fueron 4 los primeros Municipios que firmaron ese acuerdo: Carmen del Paraná, Fram, Coronel Bogado, Natalio. El sistema local de salud está a cargo del Consejo Local. Actualmente funciona esta modalidad de trabajo en casi todo el Paraguay, con diferentes niveles de eficiencia, de acuerdo al compromiso del Intendente y del Director del Centro de Salud, pero se ha demostrado que la mejor manera de administrar el sistema de salud es localmente, y que el centralismo es solo un retroceso al progreso de la salud de la población. 
Esta experiencia con el sistema descentralizado ha demostrado que si es posible mejorar las condiciones de vida de los ciudadanos, dotándoles de los mejores servicios de salud disponibles en el área, con los recursos combinados de gobierno local, nacional, y apoyo ciudadano. Actualmente el Centro de Salud posee las 4 especialidades básicas, además de cirugía, traumatología, oftalmología, Odontología, Bioquímica, Nutrición, Psicología y modernos métodos de diagnóstico, como un laboratorio totalmente automatizado, un ecógrafo de alta gama, aparato de rayos x, electrocardiograma, y en el área de oftalmología con la mejor aparatología. Se cuenta con guardia médica, enfermería y obstetricia las 24 horas, además de los consultorios externos. La tasa de partos domiciliarios es casi nula, y hasta hace poco figuraba entre los mejores municipios con cobertura de vacunación.

## Límites
El distrito de Carmen del Paraná, tiene como límites: 
- Al norte el distrito de General Artigas y el distrito de Fram.
- Al sur el río Paraná que lo separa de la República Argentina.
- Al este el distrito de San Juan del Paraná y la ciudad de Encarnación, la capital departamental.
- Al oeste el distrito de Coronel Bogado.

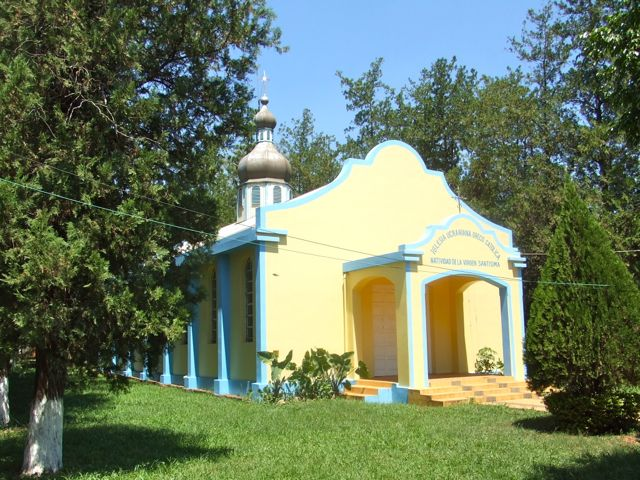
Iglesia greco-católica ucraniana.

## Colectividades
Gran parte de la población de Carmen del Paraná está compuesta por descendientes de inmigrantes principalmente de origen eslavo, procedentes de Chequia y Ucrania, llegados a la zona de Itapúa después de la Primera Guerra Mundial.
Entre los años 20 y 30, se establecieron en la zona inmigrantes rusos, polacos, checos, ucranianos y eslovacos. Las influencias son notorias, no solamente en los rasgos físicos, sino también en las costumbres y las tradiciones que perduran. Son de diferentes orígenes y eso tiene cierta influencia en la cultura local. 
Con orgullo los carmeños, resaltan las culturas que sus antepasados les han dejado como herencia, así como la dedicación al trabajo y el respeto al semejante. 
En Carmen del Paraná funciona una asociación de ucranianos y otra de polacos, en la Calle 3C; y se profesan cultos religiosos católicos y ortodoxos. Se ha fundado la Asociación Checa y Eslovaca, y a la fecha se ha transferido al Centro Social Carmeño.

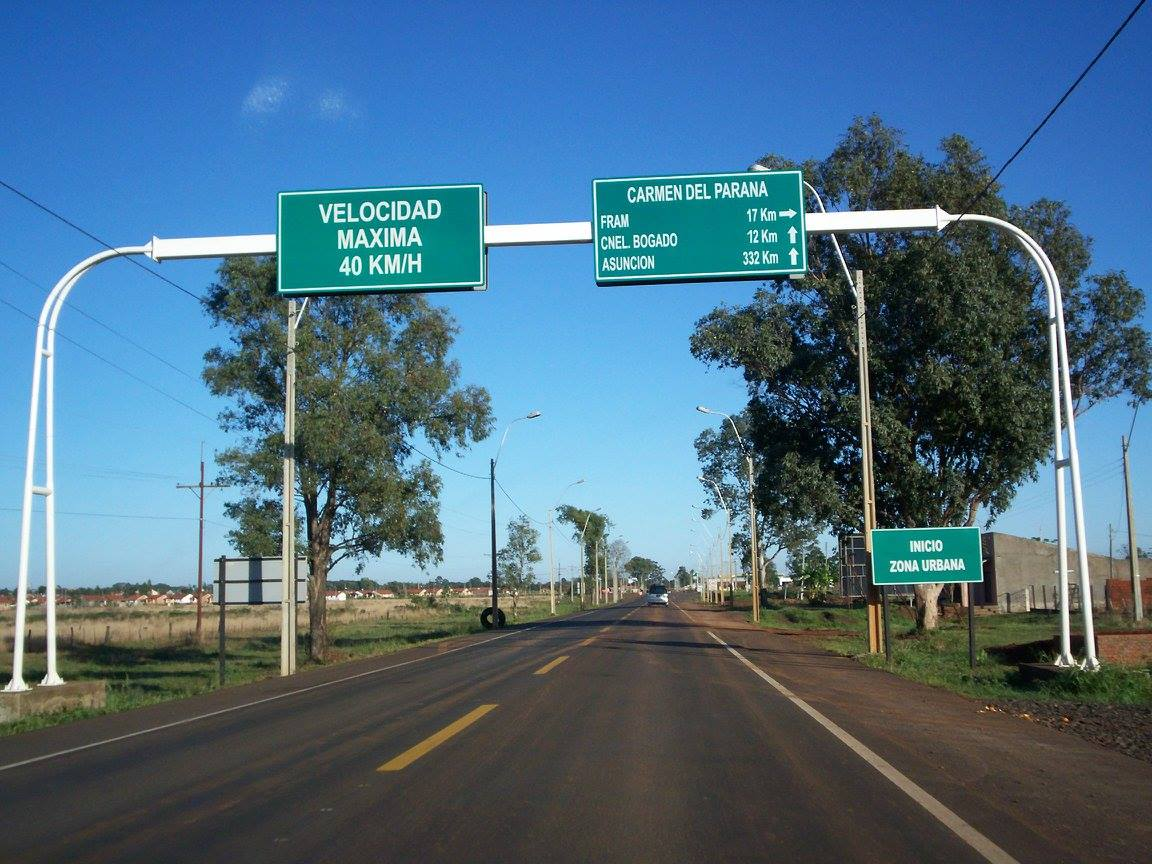
Acceso a Carmen del Paraná por la Ruta PY01.

## Infraestructura
La principal vía de comunicación terrestre es la ruta N.º 1 Mariscal Francisco Solano López, la que lo comunica con la ciudad de Encarnación, la capital del departamento, y además con la ciudad de Asunción, capital del Paraguay, y con otras localidades del departamento, y del país.
La mayoría de las vías de comunicación están cubiertas con ripios, terraplenes o directamente son de tierra.
Está favorecida con los servicios telefónicos de Copaco y los de telefonía móvil, además cuenta con varios medios de comunicación y a todos los lugares llegan los diarios capitalinos.
Los viajeros, visitantes del distrito, cuentan para el traslado dentro del mismo y su enlace con otros y con la capital, con ómnibus modernos y cómodos. Para los traslados internos no disponen de ómnibus.

En el 2012 se acaba de terminar una avenida costanera al lado del río Paraná, la costanera hizo desaparecer 100 km cuadrados de tierra y ahora el distrito posee una superficie de 200 km cuadrados, la costanera tiene 10 km de longitud.

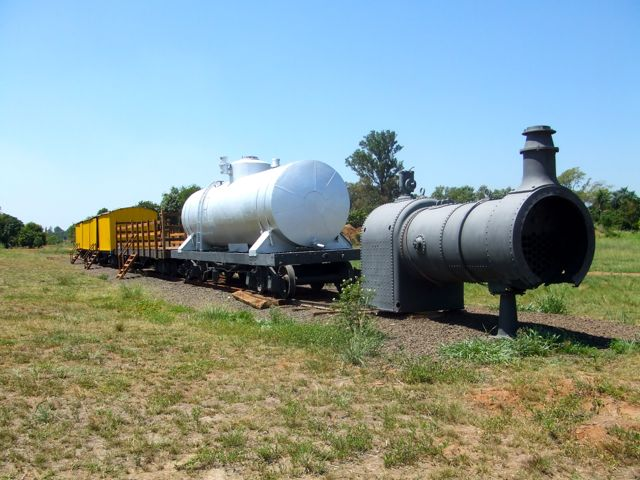
Formación expuesta en el museo de la Estación de tren de Carmen del Paraná.

## Cultura

### Estación de tren
Próxima a la Ruta Nacional N.º 1, antes de alcanzar el centro urbano, se hallaba la vieja estación de tren. El edificio de ladrillo a la vista, cinco amplios salones y pisos de piedras quedó en desuso con la desaparición del ferrocarril. Muchos años esta vieja estación sirvió de sede al cuartel de Bomberos Voluntarios de Paraguay, hasta el inicio de las obras de la Avenida Costanera, cuando el histórico edificio fue desmantelado y vuelto a reconstruir aproximadamente 500 m más arriba del lugar original, donde hoy se emplaza la réplica exacta de la antigua estación, convertida en sede de la secretaria de turismo de Carmen del Paraná (SETUCAR), y el Museo Carmen del Paraná, una exposición que recorre la historia de este histórico edificio y el paso del ferrocarril por la ciudad, la historia de los inmigrantes y los vestigios de la ciudad antes de la subida del embalse de Yacyretá.

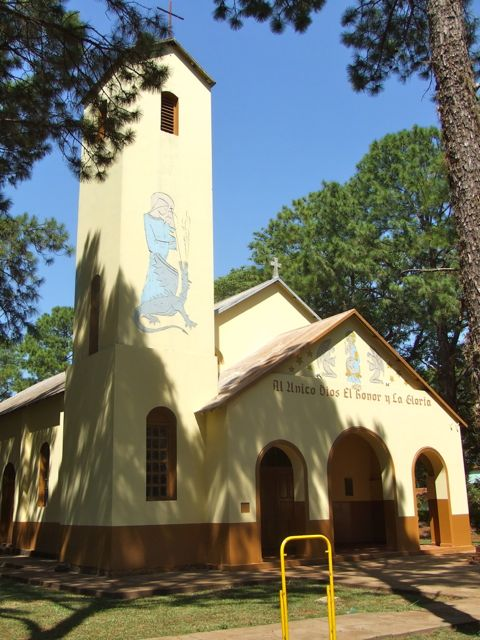
Iglesia Católica.

### Religión
En cuanto a la religión está muy arraigada la Iglesia greco-católica, con buena cantidad de ucranianos. Hay una iglesia ucraniana en Carmen del Paraná sobre la calle Julia Cueto de Estigarribia, entre Presidente Franco y 15 de agosto. Y dentro del departamento existen varias, los ortodoxos poseen su basílica en la Colonia Fram y otra iglesia en la ciudad de Encarnación.
Existen festivales y encuentros culturales que anualmente reúnen a los descendientes de inmigrantes eslavos del departamento de Itapúa.
Es una comunidad muy religiosa y los habitantes profesan diferentes cultos, principalmente católica, pero están también las iglesias bautistas, ortodoxas y la grecorromana.

### Educación
- Escuela Básica N.º 512 «Virgen del Carmen»
- Escuela Básica N.º 67 «Germán Wilcke»
- Colegio Privado Subvencionado «Nuestra Señora del Carmen»
- Colegio Técnico Nacional «Germán Wilcke» (Bachillerato en Administración de Negocios)
- Colegio Técnico, Agropecuario y Poliprofesional «Germán y Elsa Wilcke»

### Gastronomía
En el distrito de Carmen del Paraná, los descendientes extranjeros mantienen sus costumbres, como así también sus comidas tradicionales como el holupchi, barenike, knedliky y carne ahumada de cerdo preparada de distinta manera. También, el borscht, que es un puchero y se hace con remolacha, repollo, verduras, con ricotta o crema de leche.

### Idioma
En Carmen del Paraná prácticamente se habla mucho más el español y guaraní que las lenguas originarias de los inmigrantes. Aunque, «en el hogar se habla de todo un poco», es la expresión de los carmeños.

### Fiesta patronal
El 16 de julio es día de la Santa Patrona, la Virgen del Carmen, y eso es motivo de celebración. Frente a la iglesia católica y la plaza Tacuary, se llena de árboles de pinos y cipreses, se exhiben camineros limpios y aspecto festivo. Hay orden y pulcritud por donde se mire. Acorde con la celebración, los lugareños unen fuerzas para rendir un digno homenaje a la Santa Patrona.
Los festejos arrancan con una misa de acción de gracias, por la mañana, y corrida de toros, por la tarde. Al día siguiente, la Virgen del Carmen sale en procesión a recorrer las ordenadas calles de la ciudad, al son de la banda de músicos. Tras las celebraciones religiosas se realizan espectáculos de acrobacia sobre bicicletas, feria de comidas típicas y torín, hasta entrada la noche.